# 6-3-5 브레인라이팅
6-3-5 브레인라이팅(6-3-5 Brainwriting)은 창의성을 자극시킴으로써 혁신적인 프로세스를 돕는데 초점을 둔 그룹 구조화된 브레인스토밍 기법으로, 독일의 베른트 로르바흐(Bernd Rohrbach)가 개발하였고 1968년 독일의 판매 잡지 Absatzwirtschaft에 게재하였다.
이 기법은 다양한 부문에 적용되지만 주로 사업, 마케팅, 디자인, 글쓰기, 그리고 실생활 상황들에 적용된다.

## 같이 보기
- 에두아르 드 보노
- 휴리스틱 이론
- 시넥틱스
- TRIZ